# Teenage Dream (album de Michiyo Heike)
Pour les articles homonymes, voir Teenage Dream (homonymie).
Albums de Michiyo Heike
Morning Cop - Daite Hold On Me!
(1998)
Singles
Teenage Dream est le premier album de la chanteuse de J-pop Michiyo Heike.

## Présentation
L'album sort le 25 mars 1998 au Japon sur le label Warner Music Japan, à la suite de la victoire de Michiyo Heike à l'audition de l'émission Asayan qui révéla aussi le groupe Morning Musume, fin 1997. Il atteint la 50e place du classement de l'Oricon.
L'album est produit et composé (à l'exception d'une reprise) par Hatake, guitariste du groupe Sharam Q, dont le batteur Makoto a écrit la plupart des paroles ; son chanteur Tsunku a aussi écrit celles de deux des titres. Hatake interprète toutes les parties de guitare, invitant aussi à jouer des musiciens connus comme Taisei de Sharam Q ou Munetaka Higuchi de Loudness.
L'album contient trois titres (dont une « face B ») sortis précédemment sur les deux premiers singles de la chanteuse : Get et Sotsugyō ~Top of the World~ ; les deux chansons-titres figureront aussi en 2000 sur son album suivant, For Ourself ~Single History~, une compilation de ses singles. La chanson Sotsugyō (...) est une reprise adaptée en japonais de Top of the World de The Carpenters, sortie en single en 1973.

## Titres
1. Start!
2. Skip (スキップ?)
3. Onna no Evolution (オンナのエボリューション?)
4. Prepare (プリペアー?) (« face B » de Get)
5. Furimukanaide (ふりむかないで?)
6. Get (GET?)
7. Hitorigurashi (ひとりぐらし?)
8. Akai Tsuki (赤い月?)
9. Sotsugyō ~Top of the World~ (卒業 ~TOP OF THE WORLD~?)
10. Teenage Dream (instrumental)
11. Hey! Hey! Girls Soul